# Bruno Bauer
Bruno Bauer (født 6. september 1809 i Eisenberg i Thüringen i Tyskland, død 13. april 1882 i Rixdorf ved Berlin) var en tysk filosof, historiker og teolog. Han var blandet andet medlem af Kommunisternes forbund, hvor også Karl Marx og Friedrich Engels var medlemmer. Religiøst var han ateist og er særlig kendt for sin regionskritik.